# Habkirchen
Habkirchen is een plaats in de Duitse gemeente Mandelbachtal, deelstaat Saarland, en telt 630 inwoners.

## Galerij

Wapenschild van Habkirchen